# هورست فاس

هورست فاس (به آلمانی: Horest Fass) (متولد ۲۸ آوریل ۱۹۳۳ در برلین - مرگ ۱۰ مه ۲۰۱۲) عکاس خبری آلمانی بود. 

## سرگذشت حرفه‌ای
کارش را از سال ۱۹۵۱ آغاز کرد که دوران جنگ هندوچین و مذاکرات صلح در سال ۱۹۵۴ در ژنو در صدر اخبار بود. از سال ۱۹۵۶ به آسوشیتد پرس پیوست. هورست فاس از سال ۱۹۶۲ تا ۱۹۷۴ رئیس بخش عکاسی آسوشیتد پرس در جنوب آسیا بود و سال‌ها در سایگون زندگی کرد.
او علاوه بر جنگ انقلاب در کشورهای مختلف و المپیک را هم پوشش می‌داد.
در سال ۱۹۶۷ از ناحیه پا بشدت آسیب دید. اولین جایزه پولیتزر را به خاطر عکسی که از یک کودک ویتنامی که در اثر بمب ناپالم دچار سوختگی شده و برهنه در حال دویدن است گرفت و در ابتدا گمان می‌رفت چون کودک لخت است عکس در روزنامه چاپ نشود. دومین جایزه پولیتزر را بخاطر مجموعه عکس‌هایش از جنگ بنگلادش دریافت کرد.
در سال ۲۰۰۵ در هانوی بشدت بیمار و فلج شد و سلامتی‌اش روز به روز بدتر شد و از ماه فوریه سال ۲۰۱۲ در بیمارستان بستری بود.